# Lango (Sprache)
Lango (Eigenbezeichnung: leb lango) ist eine westnilotische Sprache, die von fast einer Million Menschen in Uganda gesprochen wird.
Diese gehören der Ethnie der Langi an. Das Lango wird im Grundschulunterricht, in Radioprogrammen und in Zeitungen verwendet und mit dem lateinischen Alphabet geschrieben.

## Anmerkung
Es existiert noch eine weitere afrikanische Sprache mit dem Namen Lango, diese gehört zu den ostnilotischen Sprachen und wird von ca. 20.000 Menschen in Sudan gesprochen (Sprach-Code nach ISO 639-3: lno).